# That's the Way (I Like It)
Singles de KC and the Sunshine Band
Shotgun Shuffle
(1975) I'm So Crazy ('Bout You)
(1975)
That's the Way (I Like It) est une chanson du groupe américain KC and the Sunshine Band extraite de leur deuxième studio, intitulé KC and the Sunshine Band et sorti en juillet 1975.
La chanson a également été publiée en single. Aux États-Unis, le single sort environ deux mois avant la sortie de l'album, en mai. C'était le deuxième single de cet album (après Get Down Tonight sorti en février). 
Aux États-Unis, la chanson a débuté à la 67e place du Hot 100 de Billboard (dans la semaine du 28 mai 1983) et atteint la 1re place (pour deux semaines non consécutives, celle du 22 novembre et celle du 20 décembre),,.
Au Royaume-Uni, elle a débuté à la 48e place du hit-parade des singles (dans la semaine du 27 juillet au 2 août 1975) et atteint la 4e place (pour la semaine du 31 août au 6 septembre),.
C'était le deuxieme (après Get Down Tonight) single du groupe à atteindre la première place aux Etats-Unis

## Reprises
- Cette chanson a été reprise par le groupe anglais Dead or Alive[9]

## Cinéma
La chanson apparait sur la bande originale des films suivants : 
- L'Impasse (1993)
- Forever Fever (1998)
- Starsky et Hutch (2004)
- Hell Driver (2011)